# Peter Möckl
Peter Möckl es un deportista alemán que compitió para la RFA en vela en la clase Star. Ganó una medalla de plata en el Campeonato Europeo de Star de 1973.

## Palmarés internacional
| Campeonato Europeo | Campeonato Europeo | Campeonato Europeo | Campeonato Europeo |
| Año                | Lugar              | Medalla            | Clase              |
| ------------------ | ------------------ | ------------------ | ------------------ |
| 1973               | ND                 | Medalla de plata   | Star               |